# Batalla d'Argentorat
La batalla d'Argentorat, dita igualment batalla d'Estrasburg, fou un fet d'armes esdevingut el 357 entre l'exèrcit romà d'Occident, encapçalat pel cèsar Julià, i diversos grups d'alamans, comandats pel capitost Gundomar. Fou la culminació de la campanya duta a terme per Julià entre el 355 i el 357 per aturar les incursions germàniques a la Gàl·lia i restaurar la línia defensiva de fortificacions romanes al Rin, greument danyada durant la guerra civil entre l'usurpador Magnenci i l'emperador Constanci II.
Julià anava al capdavant d'un seguici petit però molt ben entrenat. Les tropes del cèsar se sobreposaren a la seva inferioritat numèrica i infligiren als alamans una derrota sense pal·liatius. Els germànics fugiren a l'altra banda del Rin, tot i que uns 2.000 moriren ofegats mentre intentaven travessar el riu. Els romans obtingueren la victòria gràcies a la destresa de la infanteria, que compensà l'actuació mediocre de la cavalleria. Julià aprofità els anys següents per reparar les fortificacions del Rin, reforçar-ne les guarnicions i reduir les tribus germàniques de la regió a la condició de tributàries.

## Campanyes contra els alamans
Durant el regnat de l'emperador Constant, i després de la usurpació de Magnenci i de Silvà a la Gàl·lia, Constant nomenà Julià (el futur emperador) cèsar i l'envià a la zona del Rin per intentar contrarestar les contínues incursions de francs i alamans a la zona.
Després d'una primera campanya l'any 356, de resultats poc encoratjadors, Julià encetà la campanya del 357 amb accions més decidides que li donaren algunes victòries. Nogensmenys un altre exèrcit situat més al sud, enviat per Constant i comandat pel magister peditum Barbaci fou derrotat pels alamans. Ara Julià s'enfrontava a una força molt nombrosa (segons Ammià Marcel·lí, de 35.000 homes), mentre que les forces pròpies no devien superar els 13.000 efectius (entre els quals 3.000 de cavalleria amb una força de catafractes). Aquesta força es dirigí cap a la zona d'Argentorat (actual Estrasburg) i Julià decidí entaular batalla.

## Batalla
Les dues forces es trobaren en una zona elevada a prop del Rin. Segons Ammià Marcel·lí els alamans estaven formats en diferents grups, cada un en forma de cuneus, és a dir, en forma aproximadament triangular. Aquesta disposició era causada probablement per la minoria de guerrers més entusiastes avançant-se respecte a la majoria, més que no per cap disposició tàctica. A la dreta dels alamans es trobava una zona d'aiguamolls i per això la cavalleria romana es disposà tota al flanc dret; els alamans respongueren concentrant també la seva cavalleria al flanc esquerre, de manera que les dues cavalleries es trobaven enfrontades.
Els romans iniciaren l'avenç, però amb el comandant del flanc esquerre romà insegur, tota la línia s'aturà i es creà un dels moment d'interrupció tan habituals en les batalles de l'antiguitat. Finalment els dos exèrcits s'acostaren fins a una distància de tir i començà un intercanvi de javelines i fletxes. Llavors els alamans iniciaren una càrrega, que entrà en contacte amb els alamans en primer lloc a la zona de la cavalleria; després d'una estona de lluita la cavalleria romana començà a fugir, però Julià aconseguí reorganitzar-la i frenar els cavallers germànics. Mentrestant a la zona central la infanteria auxiliar romana, situada a la primera línia es trencà, però a la segona línia, la legió Primani aguantà i gradualment forçà els germànics cap enrere. Enfrontats a aquesta nova resistència, de sobte la moral alamana es trencà i començà una fugida cap al riu. La infanteria romana els perseguí, tot i que Julià i els seus legats s'ocuparen d'evitar que els perseguidors intentessin travessar el riu.
Julià havia guanyat la batalla i feu construir ràpidament un campament. Les tropes aclamaren Julià com a august, fet que obligà aquest a refusar-ho i declarar la seva lleialtat a Constant. Després de la batalla Julià decidí creuar el Rin i fer una expedició de càstig contra els alamans i a final de la tardor es retirà als campaments d'hivern.

## Ordre de batalla

### Ordre de batalla de l'exèrcit romà
- Legiones Palatinae (infanteria d'elit)
  - Primani
- Auxilia Palatina (infanteria auxiliar veterana)
  - Batavii
  - Brachiati
  - Cornuti
  - Regii (?)
- Auxilia
  - Heruli
  - Petulantes
  - Sagitarii
- Clibanarii (catafractes)